# Sevkar
Sevkar (en arménien Սևքար ; anciennement Gharatash) est une communauté rurale du marz de Tavush, en Arménie. Elle compte 2 037 habitants en 2008.